# Alter do Chão
Alter do Chão là một huyện thuộc tỉnh Portalegre, Bồ Đào Nha. Huyện này có diện tích 361 km², dân số thời điểm năm 2001 là 3938 người.